# Invasioni britanniche del Río de la Plata
Le invasioni britanniche del Río de la Plata furono una serie di tentativi britannici di prendere il controllo delle colonie spagnole situate nella zona del Río de la Plata, in America del Sud. Le invasioni si svolsero tra il 1806 e il 1807, coinvolgendo la regione nel contesto delle guerre napoleoniche, essendo in quel periodo la Spagna alleata della Francia. Le due spedizioni principali dirette contro Buenos Aires, guidate dai generali William Carr Beresford e John Whitelocke, si conclusero ambedue con un completo fallimento e i corpi di spedizione britannici furono costretti alla capitolazione dalle milizie locali e dalle truppe coloniali spagnole, guidate da Santiago de Liniers.

Bandiera del Regno Unito catturata durante la prima invasione britannica nel 1806 ed esibito come un trofeo di guerra nel convento di Santo Domingo, della città di Buenos Aires, Argentina.

## Storia

### Conseguenze della guerra europea
L'entrata in guerra della Spagna a fianco della Francia di Napoleone nel dicembre 1804, dopo la rottura della pace di Amiens e la ripresa dello scontro anglo-francese, aprì la grande possibilità per la potenza navale della Gran Bretagna di minacciare e conquistare il vastissimo impero coloniale spagnolo. Dopo la battaglia di Trafalgar del 21 ottobre 1805, che coinvolse anche la flotta principale spagnola che venne distrutta, la Royal Navy aveva il netto predominio sugli oceani e alcuni capi politici e militari iniziarono a progettare ambiziose spedizioni contro i domini del re Carlo IV.

Bandiera del 1º battaglione del 71º Reggimento di Highlanders dell'esercito britannico catturata durante la prima invasione britannica nel 1806 ed esibito come un trofeo di guerra nel convento di Santo Domingo, della città di Buenos Aires.

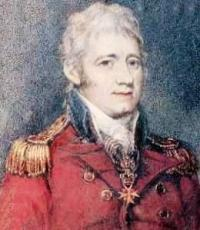
L'ammiraglio Home Riggs Popham.

In realtà già nell'ottobre 1804 il creolo Francisco de Miranda aveva proposto ai governanti britannici, in accordo con l'audace ammiraglio Home Riggs Popham, di attaccare Caracas, Valparaíso e Buenos Aires per suscitare un moto independentistico dei coloni, mentre l'autorevole politico whig Lord Grenville propose addirittura di attaccare il Messico contemporaneamente dall'Oceano Atlantico e dall'Oceano Pacifico, dove sarebbe stato sbarcato ad Acapulco una corpo di spedizione organizzato in India e diretto prima sulle Filippine per attaccare anche Manila.
In realtà questi grandiosi progetti vennero presto messi da parte dal primo ministro britannico William Pitt che era invece impegnato soprattutto a costituire una terza coalizione in Europa per sconfiggere Napoleone e distruggere il sistema di predominio francese sul continente. Egli quindi si limitò ad inviare Miranda negli Stati Uniti con un progetto di attacco alla Florida che venne tuttavia respinto dal presidente statunitense Thomas Jefferson. Miranda poté solo organizzare un piccolo sbarco in Venezuela che, dopo una serie di vicende, terminò con un fallimento nel febbraio 1806.

Guidone del 71º Reggimento di Highlanders dell'esercito britannico esibito come un trofeo di guerra nel Museo Storico Nazionale del Cabildo e la Rivoluzione di Maggio di Buenos Aires.

Gli avvenimenti ebbero una svolta imprevista e clamorosa per l'iniziativa personale di alcuni capi britannici che, senza preventive pianificazioni a Londra, organizzarono una prima spedizione britannica nell'America meridionale. Nel gennaio 1806, sempre nel quadro delle operazioni britanniche dirette ad attaccare e occupare le colonie delle nazioni europee alleate o satelliti della Francia, l'ammiraglio Popham aveva trasportato alla Colonia del Capo un corpo di spedizione guidato dai generali David Baird e William Carr Beresford che riuscì a impadronirsi del possedimento olandese costringendo il governatore Jan Willem Janssens alla capitolazione.

### Le invasioni sul Rio de la Plata

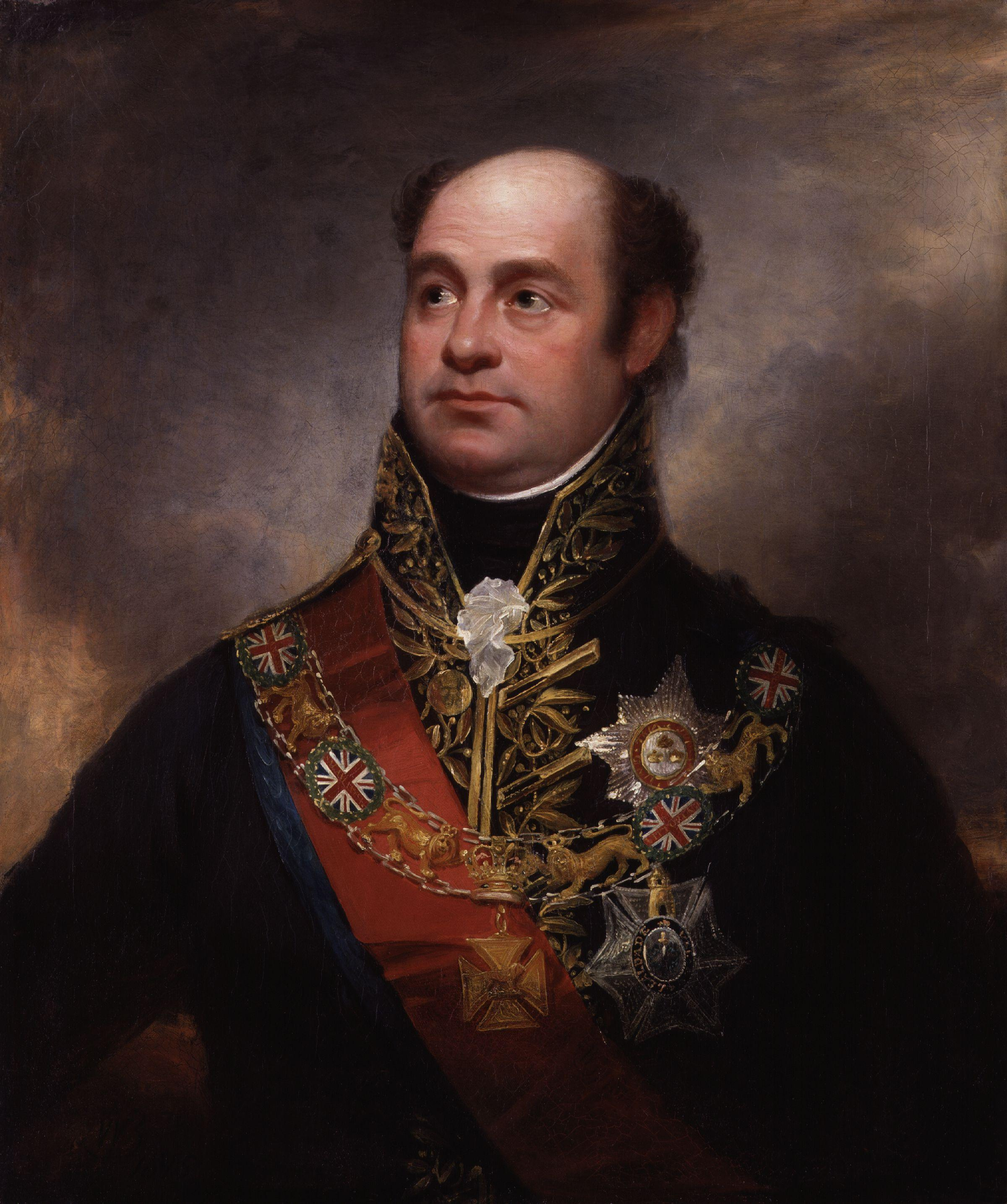
Il generale britannico William Carr Beresford, comandante della prima spedizione sul Rio de la Plata.

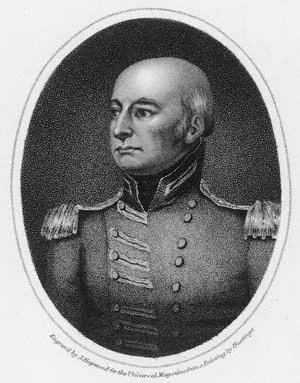
Il generale John Whitelocke.

Bandiera del Battaglione dei Royal Marines esibita come un trofeo di guerra nel convento di Santo Domingo, della città di Buenos Aires.

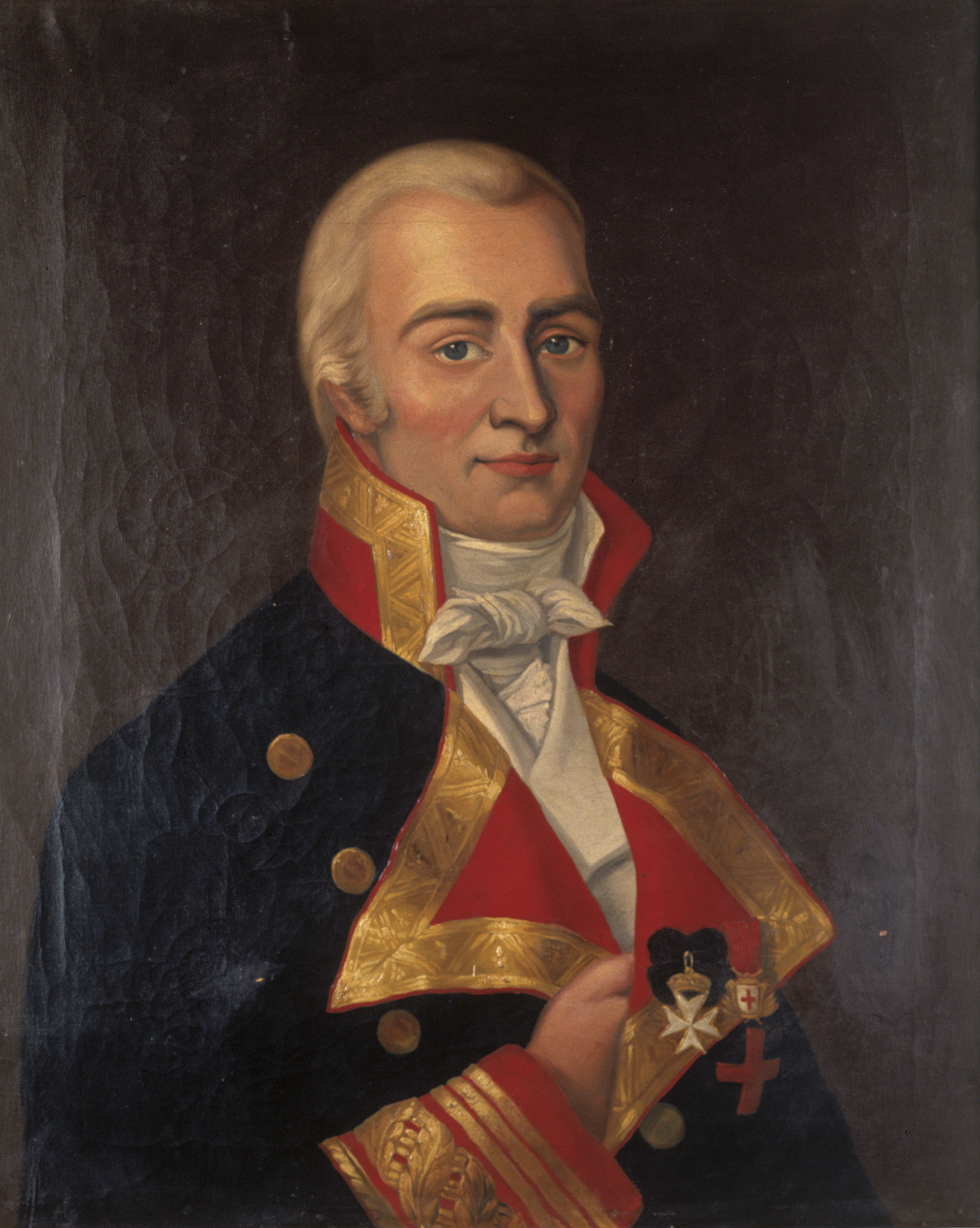
Santiago de Liniers, artefice delle vittorie contro i britannici.

Fu l'iniziativa dell'ammiraglio Popham che diede avvio alle operazioni britanniche sul Río de la Plata; senza preventiva autorizzazione del governo britannico egli, a cui era stato affidato solo il compito di pattugliare l'oceano per controllare eventuali interventi nemici contro le coste africane, fece imbarcare dal Capo le truppe del generale Beresford e si diresse verso l'America del sud, facendo sbarcare i soldati britannici a sud di Buenos Aires. Il viceré spagnolo Rafael de Sobremonte, disponendo di modesti reparti di truppa e riluttante ad armare le milizie locali, si fece sorprendere da questo sbarco totalmente imprevisto e non riuscì ad opporre una efficace resistenza. Il 27 giugno 1806 le truppe britanniche del generale Beresford occuparono Buenos Aires.

Insegna rossa della Royal Navy catturata durante la seconda invasione britannica nel 1807 ed esibito come un trofeo di guerra nella basilica di Santo Domingo, della città di Córdoba.

La notizia della conquista britannica di Buenos Aires fece clamore in Europa; il primo ministro spagnolo Manuel Godoy temette per la perdita delle colonie in caso di prolungamento della guerra contro la Gran Bretagna e la costernazione si diffuse tra i dirigenti e la popolazione spagnola. Al contrario, in Gran Bretagna le notizie entusiasmarono i governanti e favorirono la immediata costituzione di un nuovo corpo di spedizione per rafforzare la conquista. Ma nel frattempo la situazione era già mutata; un emigrato di origine francese Santiago de Liniers, incaricato di un comando territoriale nella zona del Rio de la Plata, prese l'iniziativa di portarsi a Montevideo dove raggruppò un gruppo di soldati regolari e miliziani locali e andò subito ad attaccare il contingente britannico del generale Beresford a Buenos Aires.

Bandiera del Reggimento Green di Sant'Elena dell'esercito britannico (o del 95º Reggimento di fucilieri di fanteria) catturata durante la seconda invasione britannica nel 1807 ed esibito come un trofeo di guerra nella basilica di Santo Domingo, della città di Córdoba.

Il generale Beresford venne sorpreso da questo inatteso contrattacco e fu costretto da Liniers alla capitolazione il 12 agosto 1806. Nel frattempo però era già in viaggio il secondo corpo di spedizione costituito in Gran Bretagna dopo le notizie dell'iniziale successo; al comando del generale Samuel Auchmunty si diresse alla foce del Rio de la Plata ma, avendo appreso che Buenos Aires era stata riconquistata dalle milizie coloniali spagnole, le forze britanniche attaccarono Montevideo che venne conquistata il 3 febbraio 1807. Queste forze britanniche furono presto rinforzate da un terzo corpo di spedizione che inizialmente, al comando del generale Robert Craufurd, avrebbe dovuto attaccare Valparaíso. Infine giunse il generale John Whitelocke che assunse il comando supremo delle truppe britanniche e decise di iniziare un nuovo attacco contro Buenos Aires.
Il 5 luglio 1807 le truppe britanniche, costituite da oltre 10 000 soldati e guidate dal generale Whitelocke, raggiunsero Buenos Aires ed entrarono nella città, ma Santiago de Liners con le sue truppe costituite dalle milizie locali e regolari spagnoli, attaccò i britannici nelle strade. Dopo violenti combattimenti nel centro abitato, il 6 luglio il generale Whitelocke decise di sospendere la battaglia e firmò una nuova convenzione di evacuazione. Il corpo di spedizione ritornò quindi sconfitto in patria dopo aver abbandonato anche Montevideo e de Liniers per le sue brillanti vittorie fu fatto conte e grande di Spagna.

## Conseguenze
Le conseguenze sociali delle invasioni britanniche furono tra le cause scatenanti della Rivoluzione di Maggio. I creoli nati nelle colonie, ai quali era stato lungamente vietato di raggiungere importanti posizioni, poterono acquistare maggior potere politico in ruoli militari. Il successo della resistenza, che poté disporre di un aiuto minimo da parte delle forze spagnole peninsulari, aumentò il desiderio di auto-determinazione. Un'assemblea (cabildo abierto), insieme con la Real Audiencia di Buenos Aires, depose il viceré Rafael de Sobremonte e designò al suo posto Santiago de Liniers, organizzatore della resistenza, in un atto senza precedenti: prima di allora il viceré era sempre stato soggetto all'autorità del solo Re di Spagna e nessun organismo coloniale aveva mai avuto alcun potere sulla designazione della carica.